# 達維德·阿斯托里
达维德·阿斯托里（義大利語：Davide Astori；1987年1月7日—2018年3月4日）是一名意大利足球运动员，场上司职中后卫，曾效力意甲的AC米蘭、卡利亚里、羅馬和佛罗伦萨。

## 职业生涯
阿斯托里年輕時曾為Pontisola上陣，並於AC米蘭開始其職業生涯，效力期間曾被外借至Pizzighettone和克雷莫納。可是，他並沒有為AC米蘭上陣過任何一場比賽。2008年，阿斯托里以球员共有权的方式轉會至卡利亚里，3年後，球隊買下他剩餘的一半所有權。效力卡利亞里期間，2014-2016年，阿斯托里曾先后被外借至羅馬和佛罗伦萨，在此期间他一直是球队的主力，2016年夏天佛罗伦萨正式买断了阿斯托里的所有权，第二个赛季他成为球队队长。
2011年，阿斯托里首次為義大利國家足球隊上陣，曾代表球隊參加，於季軍戰時攻入1球，協助球隊贏得銅牌。

## 逝世
2018年3月4日，艾斯托利在作客烏甸尼斯前，在酒店房間內因心脏病在睡夢中去世，享年31歲。
在艾斯托利逝世後，他生前曾經效力過的兩間職業球會卡利亞里及費倫天拿先後宣布將艾斯托利效力球隊時所穿的13號退役。

## 外部連結
- Profile at official club website （意大利文）
- Profile （页面存档备份，存于） at Assocalciatori.it （意大利文）
- Profile at EmozioneCalcio.it （意大利文）
- International caps （页面存档备份，存于） at FIGC.it （意大利文）